# Небжегув
Небжегув (пол. Niebrzegów) — село в Польщі, у гміні Пулави Пулавського повіту Люблінського воєводства.
Населення — 219 осіб (2011).

## Демографія
Демографічна структура станом на 31 березня 2011 року:
|          | Загалом | Допрацездатний вік | Працездатний вік | Постпрацездатний вік |
| -------- | ------- | ------------------ | ---------------- | -------------------- |
| Чоловіки | 118     | 20                 | 85               | 13                   |
| Жінки    | 101     | 17                 | 59               | 25                   |
| Разом    | 219     | 37                 | 144              | 38                   |